# Mantispa moucheti
Mantispa moucheti är en insektsart som först beskrevs av Luisa Eugenia Navas 1925.  Mantispa moucheti ingår i släktet Mantispa och familjen fångsländor. Inga underarter finns listade i Catalogue of Life.